# Дыма
Ды́ма (в низовье Дымка) — река в Сафоновском районе Смоленской области России. Левый приток Днепра.
Длина — 33 км. Площадь бассейна — 301 км².

## Характеристика
Типичная малая равнинная река со спокойным течением. Русло имеет извилистое, особенно в среднем и нижнем течениях, в верхнем — узкое. Водный режим реки, как и у Днепра определяется низкой летней меженью с периодическими летними паводками. Весеннее половодье обычно выражено слабо.
Исток в лесном массиве у урочища Дымское южнее железнодорожной станции Алфёрово на линии Москва-Минск, в юго-восточной части Сафоновской возвышенности. Протекает в междуречье трёх более крупных рек: Днепра, Вязьмы и Осьмы.
Направление течения: запад, северо-запад. Берёт начало в Стоячем озере. Под этим названием река протекает через крупный населённый пункт — Издешково. Приняв справа приток, реку Дымица, река меняет название на «Дымка». Западнее дер. Немцово расположен небольшой порог искусственного происхождения (бывший мост).
Устье напротив деревни Крюково Сафоновского района. Пересекает автомагистраль М1 «Беларусь» у деревни Истомино Сафоновского района.
Все крупные притоки впадают в реку справа, это реки Столбовка, Гжелка и Дымица.

## Гидроним
По одной из версий Дыма является гидронимом балтского происхождения, как и многие соседние реки в Смоленской области. Согласно этой теории, гидроним реки можно перевести как название-характеристику: «тёмная».

## Исторические сведения
В старину Дыма, возможно, как и соседняя Вязьма, составляла часть пути, связывавшего при помощи волоков верховья Волги, Оки и Днепра. Причём через последний, притоком которого Дыма и является, проходил знаменитый торговый путь «из варяг в греки». Одна из версий происхождения названия города Смоленска, стоящего на этой реке, упоминает этот путь, и рассказывает о том, что его жители занимались смолокурением — вагонкой смолы из хвойных деревьев. Основной продукт смолокурения — смола — шёл на смоление лодок с целью придать им бо́льшую прочность, сохранить от рассыхания и гниения. Строительству лодок и тесно связанному с ним производству смолы благоприятствовали подступающие к городу сосновые леса. Люди, проживавшие в местности, где основным продуктом производства была смола, получили коллективное прозвище — смоляне, а их основной центр поселения стал именоваться Смоленском. Подобного рода профессиональные группы людей размещались и в других местах, прилегающих к Смоленску.